# El libro de la selva (película de 2016)
The Jungle Book (en español: El libro de la selva) es una película familiar de aventuras, dirigida por Jon Favreau, escrita por Justin Marks, y producida por Walt Disney Pictures. Es una adaptación que combina imagen real con imagen generada por computadora fotorrealista, basada en El libro de la selva, de Rudyard Kipling e inspirada en la película homónima de 1967, la película estuvo protagonizada por Neel Sethi, Bill Murray, Ben Kingsley, Idris Elba, Scarlett Johansson, Lupita Nyong'o, Christopher Walken y Giancarlo Esposito, y se estrenó el 15 de abril del 2016.
La película fue un rotundo éxito financiero y de críticas, además de que se hizo acreedora a un Óscar a los mejores efectos visuales en los Premios de la Academia, celebrados el 26 de febrero de 2017.

## Argumento
La película comienza con Mowgli de Kipling. Mowgli es un "cachorro humano" de 11 años criado por la loba india Raksha y su manada dirigida por Akela desde que fue presentada a ellos como un bebé por Bagheera, una pantera negra. Bagheera entrena a Mowgli para aprender los caminos de los lobos, pero Mowgli se enfrenta a ciertos retos y va a la zaga de sus hermanos lobo y Bagheera lo acusa por usar trucos humanos como instrumento de construcción en lugar de aprender las formas del envase.
Un día, durante la estación seca, todos los animales de la selva se reúnen en la Piedra de la Paz a beber el agua que queda, como parte de la Tregua del Agua, cumpliendo con la "Ley de la Selva" para que no se coman unos a otros. La manifestación pacífica se interrumpe cuando el temible y despiadado Tigre de Bengala llamado Shere Khan hace sentir su presencia. Detecta el olor de Mowgli entre la multitud y pone en peligro su vida desde que los humanos no son bienvenidos en la selva. Él tiene las cicatrices en su rostro como prueba de la naturaleza cruel y destructiva de los humanos y emite una advertencia de que cuando la Tregua del Agua termina y La Piedra de la Paz desaparezca, él vendrá a por el niño y que los lobos debe decidir el número de su propia especie que estaría dispuesto a sacrificar para proteger a un cachorro humano. Así, un debate y discusión surge entre los miembros de la manada de lobos en cuanto a si deben o no mantener a Mowgli. Pero antes de que se alcance un consenso general, Mowgli decide voluntariamente abandonar la selva por el bien y la seguridad de su manada y Bagheera ofrece a guiarlo a la civilización humana.
Sin embargo, en la ruta Shere Khan les tiende una emboscada, hiriendo a Bagheera temporalmente, mientras Mowgli consigue escapar con la ayuda de una manada de búfalos. Mowgli, ahora solo, se topa con un dosel de espesor donde se encuentra con Kaa, una enorme serpiente Pitón de la india que lo engaña con promesas de seguridad y una garantía de que ella sabe quién y qué es verdaderamente Mowgli. La hipnosis de Kaa muestra a Mowgli una visión de su padre biológico siendo asesinado por Shere Khan y de sí mismo como un niño abandonado para luego ser encontrado por Bagheera. La visión de Kaa también advierte del poder destructivo de la "flor roja" del hombre, una herramienta que "trae calor, luz y destrucción de todo lo que toca". Después de haber envuelto con éxito a Mowgli en sus anillas, Kaa intenta devorar a Mowgli, pero es rescatado por Baloo, un oso. Mowgli despierta asustado al ver a Baloo, pero Baloo lo tranquiliza y le cuenta lo que le pasó a él ayer. A cambio de salvar la vida de Mowgli, Baloo le dice a Mowgli que está buscando miel, que esta la cima de un precipicio, a la que Mowgli está de acuerdo de mala gana. Juntos, forman un vínculo estrecho y Mowgli decide quedarse con Baloo hasta que llegue la temporada de invierno.
Mientras tanto, en la selva, Shere Khan visita a la manada de lobos en busca del "cachorro humano" y mata a Akela arrojándolo por el precipicio cuando le dice que Mowgli ha dejado la manada. Él exige que el niño será entregado a él y confiando en que Mowgli volverá otra vez, se nombra a sí mismo en el nuevo líder de la manada. Bagheera vuelve a buscar a Mowgli y descubre que Mowgli ha decidido vivir con Baloo. A pesar de que la tensión que se eleva entre los tres, todos están de acuerdo de viajar la mañana siguiente. Por la noche Mowgli oye un grito de ayuda y descubre que un bebé elefante está atrapado en un pozo profundo. Usando sus trucos, lo amarra a una cuerda para rescatar a la cría de elefante. Esto forma un enlace entre Mowgli y los elefantes.
Bagheera le menciona a Baloo que Shere Khan lo está buscando para matarlo. Baloo preocupado sigue las instrucciones de Bagheera y Mowgli malentiende a Baloo diciéndole que él nunca lo consideró un amigo y que ya no quiere que este con él. Con la esperanza de que Mowgli puede cambiar de opinión acerca de permanecer con él. Pero Mowgli es repentinamente secuestrado por un grupo de monos que lo llevan a un antiguo templo en ruinas y lo presentan al Rey Louie, un Gigantopithecus que trata de convencer a Mowgli a renunciar el secreto para la escurridiza y mortal "flor roja". Bagheera y Baloo llegan justo a tiempo para distraer a los monos y gestionar mantenerlos a raya mientras Mowgli huye a esconderse. Pero uno de los monos ve que Mowgli se escapa y le avisa al Rey Louie y El Rey Louie persigue a Mowgli por el templo, haciendo que se desmorone encima de él, pero no sin antes de informar a Mowgli de la muerte de Akela.
Furioso de que Bagheera y Baloo no le haya hablado de la muerte de Akela, Mowgli decide volver a la selva y hacer frente a Shere Khan para vengar la muerte de su líder y poner fin a su tiranía. Pero en primer lugar, Mowgli va al pueblo donde viven los humanos y por primera vez, ve a su propia especie de lejos y mira con asombro. Roba una de las antorchas y se dirige de nuevo a la selva pero accidentalmente se inicia un incendio forestal durante su camino. Bagheera y Baloo lo siguen en la búsqueda cercana. Cuando la noticia de que un hombre con la "flor roja" está haciendo su camino en la selva, todos los animales se reúnen en La Piedra de la Paz. Mowgli se enfrenta a Shere Khan, pero ve cómo todos los animales de la selva se encogen de miedo al ver el fuego que mantiene Mowgli. Él tira al agua su antorcha, lo que permite a Shere Khan que lo ataque, pero Bagheera, Baloo y la manada de lobos logran mantenerlo a raya, por tanto, Mowgli tiene tiempo suficiente para poner una trampa en la selva en llamas. Él atrae a Shere Khan en un árbol moribundo con una rama de higuera y es capaz de convencer a entrar en él, haciendo que se rompa. Shere Khan cae a su muerte en el pozo de fuego a continuación. Los elefantes más tarde ayudan a extinguir el fuego al desviar el río.
Un tiempo después, Raksha se convierte en la nueva alfa y dirige la manada de lobos. Mowgli acepta ahora que él no es un lobo, sino un humano y decide hacer las cosas a la manera "humana" que tiene por fin encontró un verdadero hogar en la selva con los animales, incluyendo a sus amigos Bagheera y Baloo.

## Animales
- Oso pardo
- Pantera negra
- Tigre de bengala
- Lobos
- Pitón
- Gigantopithecus
- Elefantes asiáticos
- Rinoceronte indio
- Pavo real
- Puercoespín
- Pangolín
- Cerdo salvaje
- Ardilla voladora gigante roja
- Civetas
- Búfalos acuáticos
- Antílopes negros
- Nilgos
- Jabalíes
- Ratones canguros
- Ciervos
- Mangostas
- Ardillas voladoras gigantes
- Águila
- Gibones
- monos
- Macacos
- Monos barbudos
- Langures dorados
- Cálao
- Cuco
- Buitres
- Cobra india
- Cocodrilo
- Tortugas de rio

## Elenco original
- Neel Sethi como Mowgli.
- Bill Murray como Baloo.
- Ben Kingsley como Bagheera.
- Idris Elba como Shere Khan.
- Scarlett Johansson como Kaa.
- Lupita Nyong'o como Raksha.
- Christopher Walken como Rey Louie.
- Giancarlo Esposito como Akela.
- Garry Shandling como Ikki el puercoespín.
- Brighton Rose como Hermano Gris.
- Jon Favreau como Pygmy Hog
- Ritesh Rajan como padre de Mowgli.
- Sam Raimi como Ardilla Gigante.
- Russell Peters como Rocky el Rino.
- Madeleine Favreau como Raquel el Rino.

### Doblaje España[3]
- Álvaro de Juana como Mowgli.
- Héctor Garay como Shere Khan.
- Mario Gas como Bagheera.
- Antonio Villar como Baloo.
- Olga Velasco como Raksha.
- Inma Gallego como Kaa.
- Pablo del Hoyo como Akela.
- Juan Antonio Gálvez como Rey Louie.

### Doblaje México[4]
- Matías Quintana como Mowgli.
- Héctor Bonilla como Baloo.
- Enrique Rocha como Bagheera.
- Víctor Trujillo como Shere Khan.
- Susana Zabaleta como Kaa.
- Regina Orozco como Raksha.
- Francisco Céspedes como Rey Louie.
- Gerardo Reyero como Akela.

## Producción
La película se anunció el 9 de julio de 2013, con Justin Marks como su guionista. El 5 de noviembre de 2013, se anunció que Jon Favreau la dirigiría. El 6 de marzo de 2014, se anunció que Idris Elba sería la voz de Shere Khan. El 23 de abril, se anunció que Scarlett Johansson y Lupita Nyong'o serían las voces de Kaa y Raksha. El 25 de junio de 2014, se anunció que Ben Kingsley sería la voz de Bagheera. El 15 de julio de 2014, se confirmó que Neel Sethi interpretaría a Mowgli. El 28 de julio de 2014, se anunció que Christopher Walken y Giancarlo Esposito serían las voces del Rey Louie y de Akela. El 1 de agosto de 2014, se anunció que Bill Murray sería la voz de Baloo. Richard M. Sherman, quien, junto a su hermano fallecido, Robert B. Sherman escribieron canciones para El libro de la selva, escribiría canciones nuevas para esta película, y «The Bare Necessities» fue cantada por Bill Murray.

## Recepción

### Taquilla
La película recaudó $103.261.464 en su primer fin de semana en Estados Unidos y $28.900.000 en otros territorios para un total de $132.161.464 mundialmente.
Hasta el 19 de julio del 2016, la película ha recaudado $360.852.718 en la taquilla estadounidense y $575.900.000 en la taquilla extranjera, recaudando así un total de $936.752.718, situándose en el puesto #33 y #35 de las  películas más taquilleras de Estados Unidos y del mundo respectivamente. En Argentina, encabezó el ranking de DVD más vendidos en Yenny y El Ateneo de septiembre de 2016, y fue el segundo DVD mejor vendido en Musimundo durante el mes de octubre de 2016.
Es actualmente la tercera película con la mayor recaudación del 2016. Además es la decimoquinta película de Disney más taquillera.

### Crítica
El libro de la selva recibió reseñas positivas de parte de la crítica y de la audiencia, con la alabanza dirigida a sus efectos visuales. En la página de Internet Rotten Tomatoes tiene una aprobación de 95% basada en 255 reseñas, con una puntuación de 7.7/10, de parte de la crítica, mientras que se la audiencia tiene una aprobación de 89%. En Metacritic tiene una calificación de 77 de 100, basada en 49 reseñas, indicando "reseñas generalmente favorables". 
Las audiencias de CinemaScore le han dado una "A" en una escala de A+ a F, mientras que en IMDb los usuarios le han dado una puntuación de 7.8/10 basada en más de 94 000 votos.
La película también recibió críticas por parte de la mayoría de los críticos especializados que criticaron el tono inconsistente de la película y la indecisión del director de apegarse a una sola visión. Manohla Dargis de [The [New York Times]] fue menos entusiasta. Sam C. Mac de Slant Magazine escribió: "Jon Favreau se basa en gran medida en el predecesor animado de su película para la trama, las caracterizaciones, las canciones y las piezas de escenarios, pero no sabe cómo encajar estos elementos familiares en su propia visión coherente". Josh Spiegel de Movie Mezzanine también se hizo eco de estos sentimientos, diciendo que la película "tropieza porque las personas involucradas no están dispuestas a comprometerse completamente sobre si hacer un remake escena-por-escena o ir en una dirección completamente diferente". René Rodríguez, de Miami Herald, sintió que la película no tenía alma, y escribió que "Cuanto mejor se vean estas bestias parlantes, más se parece la película a un protector de pantalla vistoso. Se admira a El libro de la selva, pero uno mismo no puede perderse dentro de esta".

## Secuela
Después del éxito financiero y las buenas críticas que recibió la película, el estudio ha comenzado a trabajar en una secuela. Favreau fue convocado para regresar como director y Neel Sethi fue convocado para repetir el papel protagónico de Mowgli, mientras el guionista Justin Marks también está en negociaciones para regresar. Fue anunciado el 25 de abril de 2016 que Favreau y Marks volverán para dirigir y escribir, y la secuela potencialmente podría tener un lanzamiento algún día en 2019.